# Moscow Swans
I Moscow Swans ((RU)  Лебеди) sono stati una squadra di football americano di Mosca, in Russia; fondati alla fine degli anni '80 del XX secolo, sono arrivati secondi nell'unica edizione del campionato sovietico e hanno partecipato alla European Football League 1991.